# Реа
Реа (итал. Rea) —  коммуна в Италии, располагается в регионе Ломбардия, в провинции Павия.
Население составляет 468 человек (2008 г.), плотность населения составляет 248 чел./км². Занимает площадь 3 км². Почтовый индекс — 27040. Телефонный код — 0385.

## Демография
Динамика населения:

## Администрация коммуны
- Официальный сайт: